# 楊國 (仇池)
楊國（？—356年），氐人，為4世紀仇池首領之一。
楊國是仇池首領楊初之子。東晉永和十一年（355年）正月，楊宋奴指使梁式王殺害楊初，楊國率左右殺了式王及宋奴，自立為仇池公。東晉重臣桓溫表國為秦州刺史，國子安為武都太守。
晉永和十二年（356年），楊國從父楊俊殺國自立，楊安投奔前秦。